# Шато-Бернар
Шато-Бернар (фр. Château-Bernard) — коммуна во Франции, находится в регионе Рона — Альпы. Департамент коммуны — Изер. Входит в состав кантона Матезин-Триев. Округ коммуны — Гренобль.
Код INSEE коммуны — 38090. Население коммуны на 1999 год составляло 168 человек. Населённый пункт находится на высоте от 754  до 2 286  метров над уровнем моря. Муниципалитет расположен на расстоянии около 500 км юго-восточнее Парижа, 105 км юго-восточнее Лиона, 27 км юго-западнее Гренобля. Мэр коммуны — Frédérique Puissat, мандат действует на протяжении 2001—2008 гг.
Динамика населения (INSEE):